# Pixar
Pixar Animation Studios je americké filmové studio zabývající se počítačovou animací. Od roku 2006 je Pixar dceřinou společností The Walt Disney Company. Kromě jiných cen získalo studio dvacet čtyři Oscarů, šest Zlatých glóbů a tři ceny Grammy a jejich výdělek činí celosvětově 5,5 miliard dolarů. Kritici ho označují jako jedno z nejlepších filmových studií všech dob. Studio je nejznámější pro své celovečerní filmy, které vytváří svým softwarem RenderMan, ten slouží k renderování vysoce kvalitních snímků.
Pixar začínal v roce 1979 jako Graphics Group, která byla součástí počítačové sekce Lucasfilmu. Od roku 1986, kdy ho koupil spoluzakladatel Applu Steve Jobs, nese název Pixar.
Pixar vydal v roce 2018 již dvacátý celovečerní film. Začínal s Příběhem hraček v roce 1995, který měl u diváků i kritiků velký úspěch. Následoval Život brouka v roce 1998, Příběh hraček 2 v roce 1999, Příšerky s.r.o. v roce 2001, Hledá se Nemo v roce 2003, Úžasňákovi v roce 2004, Auta v roce 2006, Ratatouille v roce 2007, WALL-E v roce 2008, Vzhůru do oblak v roce 2009 (první film od Pixaru prezentovaný ve 3D) a Příběh hraček 3 v roce 2010 (nejvýdělečnější animovaný film všech dob, vydělal celosvětově více než 1 miliardu dolarů). Dvanáctý film Pixaru jsou Auta 2 z roku 2011, rok poté následovaný filmem Rebelka, kde se poprvé objevila jako hlavní postava žena. Film se stal nejdražším počinem v historii studia. Další film je pokračování filmu o příšerkách – Univerzita pro příšerky z roku 2013. Pak následoval film V hlavě z roku 2015, dále film Hodný dinosaurus z roku 2015. V roce 2016 se do kin dostal film Hledá se Dory, který byl pokračováním o jeho 13 let mladšího předchůdce. Rok 2017 přišel už s třetím filmem ze série a to filmem Auta 3 a také zcela novým filmem Coco. Nejnovějším filmem z roku 2018 je film Úžasňákovi 2, který je druhým pokračováním filmové série započaté před 14 lety. Film Úžasňákovi 2 se stal ve světě okamžitě hitem a nyní činí výdělek již 940 milionů dolarů. Zároveň je 48 nejvýdělečnějším filmem všech dob. V roce 2019 jsme se dočkali filmu Příběh hraček 4. V roce 2020 jsme se dočkali filmu Frčíme a Duše.[potřebuje aktualizovat]
Od roku 2001, kdy Akademie filmového umění a věd uděluje Oscara za nejlepší animovaný film, byly filmy společnosti Pixar vždy mezi nominovanými. 6 z 8 dokonce cenu i vyhrálo – Hledá se Nemo, Úžasňákovi, Ratatouille, WALL-E, Vzhůru do oblak, Rebelka. Vzhůru do oblak byl jako první a druhý v historii (první byl film Kráska a zvíře), který byl nominován i na Oscara za nejlepší celovečerní film. Dokonce se filmy Hledá se Nemo, Úžasňákovi, Vzhůru do oblak a Příběh hraček 3 dostaly do žebříčku nejvýdělečnějších filmů všech dob.
6. září 2009 byl vedení společnosti (John Lasseter, Brad Bird, Pete Docter, Andrew Stanton a Lee Unkrich) udělen na Filmovém festivalu v Benátkách Zlatý lev za celoživotní dílo. Cenu jim udělil George Lucas, zakladatel společnosti Lucasfilm.

## Historie

### Začátky
Pixar byl založen jako Graphics Group v roce 1979, jedna třetina počítačové divize Lucasfilmu, kterou měl v pronájmu Dr. Ed Catmull. Ten pracoval na NYIT, kde měl na starost Computer Graphics Lab (CGL). Výzkumníci na NYIT propagovali CG techniky, které se v dnešní době pokládají za samozřejmost, první experimentální film nazvali The Works. Poté tým pracoval na předchůdci RenderMana, nazvaném Motion Doctor, který umožňoval vytváření tradiční cel animace na počítači.
Tým začal pracovat na filmových epizodách produkovaných Lucasfilmem nebo pracovali společně s Industrial Light & Magic na speciálních efektech k filmům. Po letech výzkumu a několika zásadních milnících (jako např. efekt Genesis ve filmu Star Trek II.) koupil skupinu čítající asi 45 osob Steve Jobs, který nedlouho předtím opustil Apple. Jobs zaplatil Lucasovi pět milionů dolarů a dalších pět mu dal jako kapitál do společnosti. Nová nezávislá společnost byla řízena prezidentem Dr. Edwinem Catmullem a viceprezidentem a režisérem Dr. Alvym Rayem Smithem. Jobs zastával funkci generálního ředitele Pixaru a předsedy představenstva.
Zpočátku byl Pixar společností vytvářející vysoce výkonný počítačový hardware, jehož klíčovým produktem byl Pixar Image Computer, který byl prodáván především vládním organizacím a lékařským komunitám. Jedním takovým kupcem byla Disney Studios, která ho používala jako část svého tajného projektu CAPS. Pixar Image Computer se však neprodával dobře, John Lasseter na něm v rámci reklamy vytvořil několik kratších animací, které následně uvedl na SIGGRAPH.

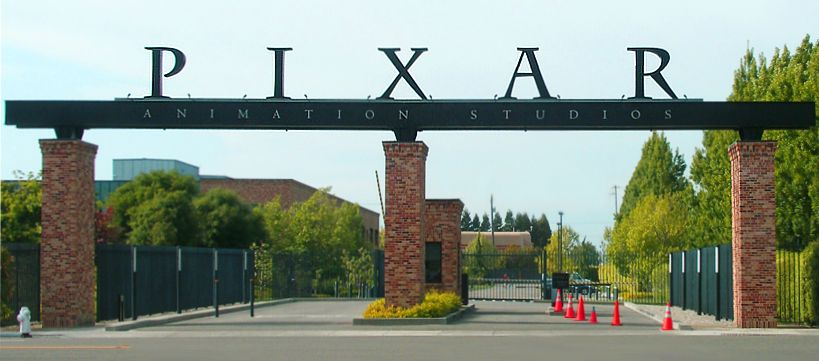
Brána studia Pixar v Emeryville

Po neúspěšném pokusu s prodejem počítačů začal Pixar prodávat společnostem Lasseterovy počítačem oživené animované reklamy. Jedny z prvních byly pro společnosti Listerine, Tropicana nebo LifeSavers. V dubnu roku 1990 prodal Jobs hardwarovou divizi Pixaru společnosti Vicom Systems a zvýšil počet zaměstnanců zhruba na sto. Téhož roku se společnost přestěhovala ze San Rafael do Richmondu v Kalifornii. V té době Pixar stále spolupracoval s Disney Feature Animation a z korporačního společníka se stal nejdůležitější partner. Po těžkých začátcích v roce 1991, kdy muselo odejít asi třicet zaměstnanců počítačového oddělení (včetně prezidenta Chucka Kolstada), uzavřel Pixar obchod s Disneyem, musel pro něj vytvořit tři animované celovečerní filmy, za to dostal asi 26 milionů dolarů. Prvním filmem byl Příběh hraček. I přesto, však společnost prodělávala a Jobs uvažoval o tom, že Pixar prodá jiné společnosti, například i Microsoftu. Teprve až Disney potvrdil, že pustí o prázdninách 1995 do kin Příběh hraček, se Jobs rozhodl dát Pixaru ještě šanci. Celosvětové výdělky se vyšplhaly na 350 milionů dolarů. Koncem roku se tak cena akcie Pixaru vyšplhala na 22$.

### Dohoda se společností Disney
24. ledna 2006 společnost Disney oznámila záměr koupit všechny akcie společnosti Pixar za 7,4 miliardy dolarů. Obchod byl oficiálně dokončen 5. května 2006, poté co ho schválili akcionáři Pixaru. Tato transakce vynesla Steva Jobse, který vlastnil 50,1 % Pixaru, na Disneyho největšího individuálního akcionáře, kterému náleží 7 % akcií společnosti a místo ve správní radě. Součástí dohody bylo, že spoluzakladatel Pixaru John Lasseter, později výkonný viceprezident, se stane šéfem kreativních oddělení jak společnosti Pixar, tak společnosti Disney, stejně jako se stane hlavním poradcem Walt Disney Imagineering, který navrhuje a staví tematické zábavní parky. Catmull si udržel místo prezidenta Pixaru a zároveň se stal prezidentem animačních studií Walta Disneyho. Z této pozice pak prohlásil Boba Igera a Dicka Cooka za předsedy Walt Disney Studio Entertainment. Steve Jobs opustil místo ředitele Pixaru a vzal místo v představenstvu společnosti Disney.

### Rozšíření
20. dubna 2010 otevřel Pixar nové studio v centru Vancouveru v Kanadě. Pojmenovali ho Glenn McQueen Pixar Animation Center po kanadském rodákovi Glennu McQueenovi, který pracoval pro Pixar a který zemřel v roce 2002 na rakovinu. Byl mu věnován film Hledá se Nemo. Studio má asi 2000 m2 a vyrábí především krátké filmy a televizní speciály celovečerních filmů od Pixaru.

## Pixar: 20 let animací
Od prosince roku 2005 pořádá Pixar výstavy zobrazující vývoj animací a nejslavnější animátory za 20 let jejich existence. Výstava představuje práci Pixaru z mnoha různých pohledů náčrty, hliněné sochy, ale i 3D technologie. Další výhodou je Zoetrope, speciální způsob zobrazení, kde si mohou návštěvníci prohlédnout postavičky z Příběhu hraček v životní velikosti.
V roce 2011 Pixar oslavil 25 let, ve stejnou dobu byl uveden do kin film Auta 2.

## Filmografie

### Filmy
| Rok  | Tituly v češtině           | Původní název       | Studia                                     |
| ---- | -------------------------- | ------------------- | ------------------------------------------ |
| 1995 | Toy Story: Příběh hraček   | Toy Story           | Walt Disney Pictures/ Miramax              |
| 1998 | Život brouka               | A Bug's Life        | Walt Disney Pictures/ Miramax              |
| 1999 | Toy Story 2: Příběh hraček | Toy Story 2         | Walt Disney Pictures/ Miramax              |
| 2001 | Příšerky, s.r.o.           | Monsters, Inc.      | Walt Disney Pictures/ Miramax              |
| 2003 | Hledá se Nemo              | Finding Nemo        | Walt Disney Pictures/ Miramax              |
| 2004 | Úžasňákovi                 | The Incredibles     | Walt Disney Pictures/ Miramax              |
| 2006 | Auta                       | Cars                | Walt Disney Pictures/ Miramax              |
| 2007 | Ratatouille                | Ratatouille         | Walt Disney Pictures/ Miramax              |
| 2008 | VALL-I                     | WALL-E              | Walt Disney Pictures/ Miramax              |
| 2009 | Vzhůru do oblak            | Up                  | Walt Disney Pictures/ Miramax              |
| 2010 | Toy Story 3: Příběh hraček | Toy Story 3         | Walt Disney Pictures/ Miramax              |
| 2011 | Auta 2                     | Cars 2              | Walt Disney Pictures                       |
| 2012 | Rebelka                    | Brave               | Walt Disney Pictures                       |
| 2013 | Univerzita pro příšerky    | Monsters University | Walt Disney Pictures                       |
| 2015 | Hodný dinosaurus           | The Good Dinosaur   | Walt Disney Pictures                       |
| 2015 | V hlavě                    | Inside Out          | Walt Disney Pictures                       |
| 2016 | Hledá se Dory              | Finding Dory        | Walt Disney Pictures                       |
| 2017 | Auta 3                     | Cars 3              | Walt Disney Pictures                       |
| 2017 | Coco                       |                     | Walt Disney Pictures                       |
| 2018 | Úžasňákovi 2               | Incredibles 2       | Walt Disney Pictures, 20th Century Fox     |
| 2019 | Toy Story 4: Příběh hraček | Toy Story 4         | Walt Disney Pictures, 20th Century Fox     |
| 2020 | Frčíme                     | Onward              | Walt Disney Pictures, 20th Century Studios |
| 2020 | Duše                       | Soul                | Walt Disney Pictures, 20th Century Studios |
| 2021 | Luca                       | Luca                | Walt Disney Pictures, 20th Century Studios |
| 2022 | Proměna                    | Turning Red         | Walt Disney Pictures, 20th Century Studios |
| 2022 | Rakeťák                    | Lightyear           | Walt Disney Pictures, 20th Century Studios |
| 2023 | Mezi živly                 | Elemental           | Walt Disney Pictures, 20th Century Studios |
| 2024 | V hlavě 2                  | Inside Out 2        |                                            |
| 2025 | Elio                       | Elio                |                                            |

### TV
- 2000 – Buzz Lightyear of Star Command: The Adventure Begins
- 2000–2001 – Buzz Lightyear of Star Command
- 2008–2012 – Autogrotesky: Burákovy povídačky (Cars Toons: Mater's Tall Tales)
  - 2008 – Hasičák Burák (Rescue Squad Mater)
  - 2008 – Kaskadér Burák (Mater the Greater)
  - 2008 – El Táburák (El Materdor)
  - 2008 – Burák v Tokiu (Tokyo Mater)
  - 2009 – UFO (Unidentified Flying Mater)
  - 2010 – Bourák Burák (Monster Truck Mater)
  - 2010 – Burák metalistou (Heavy Metal Mater)
  - 2010 – Burák na Měsíci (Moon Mater)
  - 2010 – Soukromé očko Burák (Mater Private Eye)
  - 2011 – Burák v povětří (Air Mater)
  - 2012 – Burákova cesta časem (Time Travel Mater)
- 2011–2012 – Toy Story Toons
  - 2011 – Havajské prázdniny (Hawaiian Vacation)
  - 2011 – Krátké příběhy hraček (Small Fry)
  - 2012 – Partysaurus Rex
- 2013–2014 – Autogrotesky: Povídačky z Kardanové lhoty (Cars Toons: Tales from Radiator Springs)
  - 2013 – Hiccups
  - 2013 – Otravován (Bugged)
  - 2013 – V jednom kole (Spinning)
  - 2014 – Historická pětistovka (The Radiator Springs 500 ½)
- 2013 – Toy Story: Strašidelný příběh hraček (Toy Story of Terror!)
- 2014 – Toy Story: Prehistorický (Toy Story That Time Forgot)
- 2019–2020 – Vidlík má otázečku (Forky Asks a Question)
- 2021 – Jednohubky od Pixaru (Pixar Popcorn)
- 2021 – Příšerky v rachotě (Monsters at Work)
- 2021 – Psí kusy (Dug Days)
- 2022 – Auta na cestách (Cars on the Road)

#### V přípravě
- 2024 – Win or Lose

### Krátké filmy
- 1984 – André a včela (The Adventures of André and Wally B.)
- 1986 – Luxo junior (Luxo Jr.)
- 1987 – Sen o klaunovi (Red's Dream)
- 1988 – Plechový panáček (Tin Toy)
- 1989 – Suvenýry (Knick Knack)
- 1997 – Geriho hra (Geri's Game) – za tento snímek získal Jan Pinkava Oscara
- 2000 – Pro ptáčky (For the Birds)
- 2002 – Mikeovo nové auto (Mike's New Car)
- 2003 – Zajdalen (Boundin')
- 2005 – Jack-Jack útočí (Jack-Jack Attack)
- 2005 – Mr. Incredible and Pals
- 2005 – Koncert pro jednoho (One Man Band)
- 2006 – Únos (Lifted)
- 2006 – Burák a Bludička (Mater and the Ghostlight)
- 2007 – Vaši kamarádi hlodavci (Your Friend the Rat)
- 2008 – Sim Salabim (Presto)
- 2008 – Burn-E: Světlo galaxie (BURN-E)
- 2009 – Polojasno (Partly Cloudy)
- 2009 – Dogova sólo mise (Dug's Special Mission)
- 2009 – George & A.J. (George and A.J.)
- 2010 – Den a noc (Day & Night)
- 2011 – La Luna
- 2012 – Legenda o medvědovi Mordu (The Legend of Mor'du)
- 2013 – Láska mezi kapkami deště (The Blue Umbrella)
- 2013 – Centrum mejdanů (Party Central)
- 2014 – Láva (Lava)
- 2015 – Sanjayův super tým (Sanjay's Super Team)
- 2015 – Rileyino první rande? (Riley's First Date?)
- 2016 – Ptáčátko (Piper)
- 2016 – Rozhovory z Mořského akvária (Marine Life Interviews)
- 2017 – Lou
- 2017 – Oběd pro Danteho (Dante's Lunch)
- 2017 – Autoškola soudružky Bučitelky (Miss Fritter's Racing Skoool)
- 2018 – Bao
- 2018 – Teta Edna (Auntie Edna)
- 2020 – Život pod lampou (Lamp Life)
- 2021 – 22 vs. Země (22 vs. Earth)
- 2021 – Ciao Alberto